# André Wendelen
André Wendelen, également appelé selon ses noms de guerre, Tybalt, Hector, Limbosch ou l'Archange, né le 16 février 1915, décédé le 23 février 1976, est un agent du service anglais de sabotage : le Special Operations Executive (SOE), attaché au service de la Sûreté de l'État, il est parachuté à trois reprises en Belgique dans le cadre des missions Mandamus, Tybalt et Brabantio-CNC. Après la guerre, André Wendelen entame une carrière diplomatique,.

## Biographie
André Jacques Auguste Wendelen naît à Saint-Josse-ten-Noode le 16 février 1915.
Inscrit à l'Université libre de Bruxelles, il y décroche une licence en droit. Le 9 septembre 1935, il fait son service militaire au 1er régiment de carabiniers. À l'issue de celui-ci, il a le grade d'adjudant CSLR. Le 26 août 1939, il est mobilisé mais est déclaré inapte et est définitivement réformé en janvier 1940. Il s'exile à Londres où il se présente à l'attaché militaire en tant que civil. Il est envoyé à Tenby puis à Poitiers. À Moux, on le relève de ses fonctions en raison du fait qu'il n'a aucune obligation militaire. Le 23 août 1940, il s'enrôle dans les Forces belges en Grande-Bretagne. Il est lieutenant auxiliaire au 1er bataillon fusiliers à Tenby. Le 14 juillet 1941, il entre au service de la sûreté de l'État tandis que le Gouvernement belge est en exil à Londres. En 1941, André Wendelen prononce un discours à la BBC. Blessé lors d'un entrainement, il est hospitalisé et perd un rein. Agent de Renseignement et d'Action (ARA), il accomplit trois missions après trois parachutages sur le territoire belge occupé,.

### Son action dans la résistance - Missions

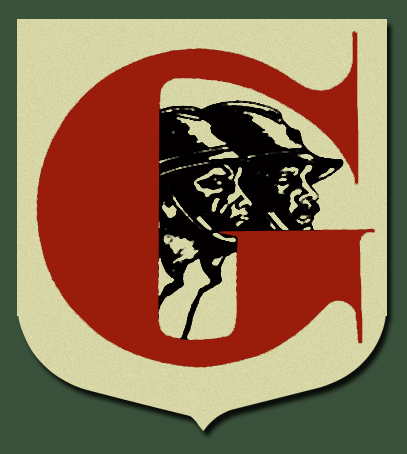
Écusson du Groupe G.

#### Mandamus
La mission se déroule du 27 janvier 1942 au 31 juillet 1943. André Wendelen est alors capitaine ARA. André Wendelen et son radio, Jean Brion, sont parachutés dans la nuit du 27 au 28 janvier. L'objectif principal de la mission est d'aider à la constitution du Groupe G qui se structure dans la mouvance de l'Université libre de Bruxelles et de coordonner ses actions de sabotage. Parachuté sur le sol belge, André Wendelen se met rapidement en contact avec ses anciens camarades de l'université et du Cercle du libre examen (Librex) où il rencontre Jean Burgers (Gaby). À partir de ce moment, le Groupe G est en contact avec Londres et reçoit directement ses directives du SOE. Jean Brion est arrêté en juin, après un périple en Suisse, en France et en Espagne, plusieurs arrestations, il parvient néanmoins à regagner Londres le 31 juillet 1943.

#### Tybalt
La mission se déroule du 10 août 1943 au 29 février 1944. André Wendelen est alors major ARA. André Wendelen est parachuté avec le radio Jacques Doneux (Hillcat). Ils sont parachutés dans la nuit du 10 au 11 août 1943 au sud de Dinant. La mission a pour but de coordonner les efforts de la résistance et notamment de renforcer l'action du Mouvement National Belge. La mission comporte également un volet « sabotage économique » pour tenter d'enrayer les déportations de main d'œuvre vers l'Allemagne. William Ugeux, directeur de la Sûreté de l'État à Londres, lui a recommandé, ainsi qu'à Philippe de Liedekerke (Claudius), d'entrer en contact en Belgique occupée avec le banquier Raymond Scheyven et le président de la Jeunesse Ouvrière Chrétienne Victor Michel ; ce qui conduit rapidement à la constitution du Réseau Socrate. André Wendelen porte sur lui un million et demi de francs belges, des diamants et des S-Phones pour permettre aux résistants d'entrer en contact avec les pilotes britanniques lors des parachutages. Le 9 novembre 1943, André Wendelen, pris en charge par le Réseau Comète, traverse les Pyrénées aux côtés de William Todd, Jarvis Allen et Thomas Shaver. Un malencontreux coup de fil au consulat britannique de San Sebastian conduit à son arrestation ainsi qu'à celle de Thomas Shaver. Ils sont incarcérés à la prison de Pampelune. André Wendelen se fait passer pour un pilote canadien. Libéré, il parvient finalement à rallier Londres via Gibraltar.

#### Brabantio-CNC
La mission se déroule du 5 août 1944 au 30 novembre 1944. André Wendelen est parachuté avec le radio Jacques van den Spiegle (Van de Sande) et Elaine Madden. Ils sont parachutés dans la nuit du 3 au 4 août 1944. Outre des missions de coordination, l'objectif est de mettre la main sur le Prince Charles, le frère de Léopold III, qui vit dans la clandestinité à Sart-lez-Spa (mission Patron-Lysander). L'objectif étant de le ramener à Londres. La mission est finalement abandonnée et permet alors à cinq membres du Groupe G de rentrer à Londres.
André Wendelen et Philippe de Liedekerke sont les seuls agents belges des services de Renseignements et d'Actions (ARA) à avoir été parachutés à trois reprises en Belgique occupée et à être revenus en Grande-Bretagne.

### Carrière et affectations
- 16 avril 1940 : Secrétaire d’administration temporaire pour une période « qui ne dépassera pas la remise de l’Armée sur pied de paix » (tel que repris dans l’Acte d’engagement volontaire civil souscrit en temps de guerre par André Wendelen)[5]
- 1er janvier 1944 : entrée dans la carrière du Service extérieur belge
- 31 mars 1944 : Adjoint à la Mission belge à Alger
- Du 1er juillet 1944 au 5 avril 1945 : mis à la disposition du Ministère de la Défense nationale belge
- De mars à mai 1945 : affecté à la Special Allied Airborne Reconnaissance Force ; membre du Comité de coordination des organisations de résistance[6]
- Du 10 juillet 1945 au 22 mai 1946 : Chargé d’affaires ad interim à Varsovie
- Du 1er juillet 1946 au 8 juin 1947 : Chef de cabinet adjoint du Ministre des Affaires Etrangères belge Paul-Henri Spaak
- 21 janvier 1947 : nommé Délégué adjoint du Conseil de sécurité de l’Organisation des Nations unies (ONU) chargé d’enquêter sur les incidents survenus aux frontières septentrionales de la Grèce
- Du 24 mai 1947 au 9 février 1952 : Adjoint à, puis Chef (à partir du 11 juillet 1948) de la Délégation belge auprès de l’ONU
- De 1952 au 1er décembre 1957 : Conseiller commercial à l’Ambassade de Belgique à Paris
- De 1952 à 1953 : Observateur à la Commission constitutionnelle de l’Assemblée ad hoc (chargée de préparer un projet de traité portant statut de la Communauté politique européenne (CPE))
- Du 1er avril 1958 au 10 novembre 1961 : Adjoint au Représentant permanent de le Belgique auprès de la Communauté européenne du charbon et de l’acier (CECA), de la Communauté européenne de l’énergie atomique (CEEA) et de la Communauté économique européenne (CEE)
- Du 1 novembre 1961 au 10 janvier 1965 : Ambassadeur de Belgique en Inde et au Népal et Ministre plénipotentiaire en Afghanistan (simultanément)
- Du 16 janvier 1965 au 31 octobre 1968 : Directeur général des Services généraux du Ministère des Affaires étrangères belge
- Du 31 octobre 1968 au 16 septembre 1973 : Ambassadeur de Belgique à Ankara
- 1er octobre 1973 : nommé Chef de la délégation belge à la Conférence sur la sécurité et la coopération en Europe (CSCE) à Genève
- 29 septembre 1975 : déchargé de la Représentation permanente de la Belgique auprès du bureau des Nations unies et auprès des Institutions spécialisées à Genève
- Nommé ensuite Adjoint au Service d’études du Ministère des Affaires étrangères belge

## Distinctions
- Commandeur de l'ordre de la Couronne ;
- Croix de guerre 40-45 ;
- Chevalier de la Légion d'honneur (France) ;
- Croix de guerre 1939–1945 (France) ;
- Croix militaire (Angleterre).